# 29800 Valeriesarge
29800 Valeriesarge è un asteroide della fascia principale. Scoperto nel 1999, presenta un'orbita caratterizzata da un semiasse maggiore pari a 2,2896536 UA e da un'eccentricità di 0,1432540, inclinata di 6,93942° rispetto all'eclittica.